# Komarevo (Pleven)
Komarevo (Bulgaars: Комарево) is een dorp in het noordwesten van Bulgarije. Het is gelegen in de gemeente Dolna Mitropolija, oblast Pleven. Het dorp ligt ongeveer 19 km ten noordwesten van Pleven en 144 km ten noordoosten van de hoofdstad Sofia.

## Bevolking
Op 31 december woonden er 986 personen in het dorp, een drastische daling vergeleken met 3.804 personen in 1946. De bevolking bestaat bijna compleet uit etnische Bulgaren.
|  |

| Etnische samenstelling van de respondenten (2011) | Etnische samenstelling van de respondenten (2011) | Etnische samenstelling van de respondenten (2011) | Etnische samenstelling van de respondenten (2011) | Etnische samenstelling van de respondenten (2011) |
| ------------------------------------------------- | ------------------------------------------------- | ------------------------------------------------- | ------------------------------------------------- | ------------------------------------------------- |
|                                                   |                                                   |                                                   |                                                   |                                                   |
| Bulgaren                                          | Bulgaren                                          |                                                   | 93,1%                                             | 93,1%                                             |
| Turken                                            | Turken                                            |                                                   | 1,6%                                              | 1,6%                                              |
| Roma                                              | Roma                                              |                                                   | 4,7%                                              | 4,7%                                              |
| Anders/Onbekend                                   | Anders/Onbekend                                   |                                                   | 0,6%                                              | 0,6%                                              |